# Martha Moxley

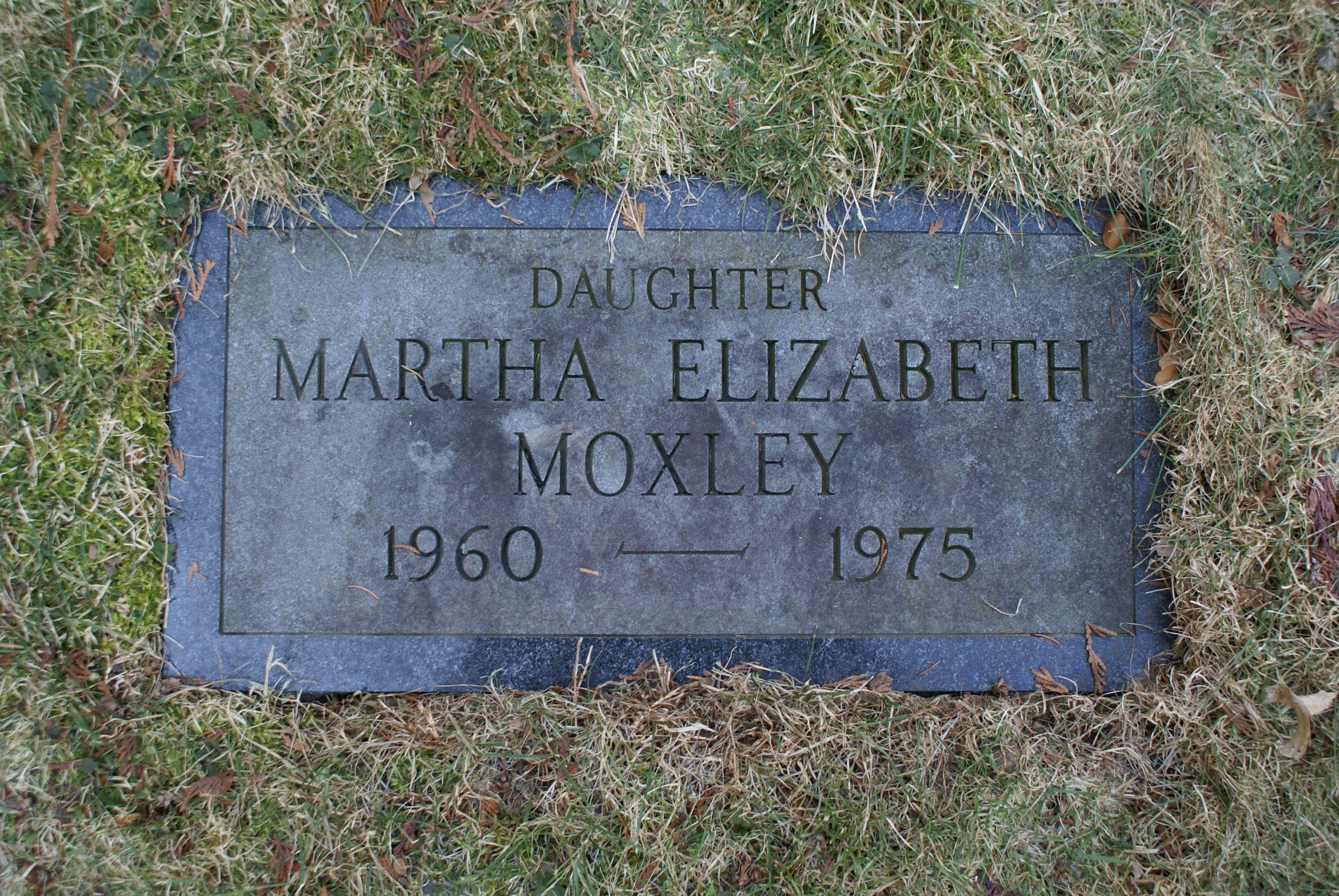
Lápida de Martha Moxley

Martha Elizabeth Moxley (16 de agosto de 1960 - 30 de octubre de 1975), a los quince años de edad fue víctima de un asesinato, el caso atrajo la publicidad de todo el mundo.

## Biografía
Nació en San Francisco, California, Moxley y su familia se mudaron a Belle Haven, una sección exclusiva de Greenwich, Connecticut, en el verano de 1974.
Luego de un año y tres meses de haberse mudado a Greenwich, la noche del 30 de octubre, un día antes de la Noche de Brujas de 1975, su grupo de amigas fue a buscarla para salir con un grupo de muchachos y asistir a una fiesta de Halloween a una cuadra de distancia de su casa.
Thomas Skakel se había fijado en ella, al igual que su hermano Michael. Los Skakel eran una familia extraña; su madre había muerto cuando eran pequeños y su padre viajaba todo el tiempo, por lo cual estaban a cargo de una niñera. La hermana del padre de los hermanos Skakel estaba casada con uno de los muchachos de los clanes Kennedy, por eso  siempre tuvieron una buena situación económica. Thomas intentó seducir a Martha dulcemente, mientras que su hermano Michael era el rudo y quien tenía problemas con el alcohol a pesar de sus cortos 15 años. Luego de la Noche de Brujas, Michael llevó a Martha a un campo bajo un árbol japonés, donde se cree que la obligó a tener relaciones; cuando ella dijo que no y corrió hacia su casa fue cuando Michael tomó un palo de golf y la apaleó, luego de eso siguió apuñalándola con el mismo. Al día siguiente se encontró el cuerpo de Martha, gracias a la preocupación de su madre al no verla en su casa al amanecer, ya que según sus amigas, profesores y familia, Martha era una niña con muchos amigos y muy buena estudiante. La autopsia indicó que sin duda había sido apaleada y apuñalada. Thomas Skakel fue la última persona que fue vista con Moxley por sus amigas la noche del asesinato, su declaración fue una débil y corta, convirtiéndolo en el principal sospechoso sin pruebas, pero su padre prohibió el acceso a la escuela y a sus registros de salud, y el caso languideció durante décadas. Mientras, Michael mintió a la policía y a la madre de Martha diciendo que la última vez que la vio fue a las 9:30 horas de la noche, y que luego fue a su casa a escribir un ensayo sobre Abraham Lincoln. Los policías preguntaron a los profesores de la escuela secundaria privada de Belle Haven si alguna vez mandaron a hacer esta tarea, a lo que respondieron que no. Fue allí donde se dejó de investigar a Thomas y se centraron en Michael. La policía pidió una orden de allanamiento al padre de los Skakel, y cuando se la aceptó, al entrar a la residencia Skakel lo primero que notaron fue que en la entrada de la mansión había un juego de palos de golf que tenían grabado el nombre Tommy Skakel en cada uno de ellos y solo faltaba el palo número 6, exactamente el palo que había sido encontrado al lado del cuerpo de Martha. La policía se volvió a centrar en Thomas hasta que se lo sometió a un detector de mentiras y a un interrogatorio. Quizá los palos de golf eran de Thomas pero eso no quería decir que él los había usado. 
Luego de años de más interrogatorios, investigaciones y testimonios, el 7 de junio de 2002, el tribunal condenó de 20 años a cadena perpetua a Michael Skakel por el asesinato de Martha Moxley. El 23 de octubre de 2013, apeló su condena, y un juez ordenó un nuevo juicio.
El caso de Martha Elizabeth Moxley se ha hecho tan famoso que el canal A&E realizó una emisión de programas especiales sobre la muerte de esta, al igual que canales de noticias de todo el mundo en su momento. También se han publicado varios libros acerca del caso, La riqueza de un mal (A Wealth of Evil) por Timothy Dumas, y la novela Una temporada en el Purgatorio, (A Season in Purgatory) por Dominick Dunne, una ficción cuenta del caso, entre otros.
Martha Moxley fue enterrada en el Cementerio de Putnam en Greenwich, Connecticut y allí descansa en paz.